# Tolišnica
Tolišnica (en serbe cyrillique : Толишница) est un village de Serbie situé sur le territoire de la ville de Kraljevo, district de Raška. Au recensement de 2011, il comptait 194 habitants.

## Démographie
| 1948 | 1953 | 1961 | 1971 | 1981 | 1991 | 2002 | 2011 |
| ---- | ---- | ---- | ---- | ---- | ---- | ---- | ---- |
| 625  | 674  | 765  | 713  | 535  | 378  | 306  | 194  |

|  |